# SV Lohhof
SV Lohhof är en sportklubb från München, Tyskland. Föreningen grundades 1930 som FC Lohhof och har haft sitt nuvarande namn sedan 1941 (även om det registrerades först 1953). Klubben har (2022) närmare 5 000 medlemmar Volleybollsektionen har varit mycket framgångsrik. Under 1980-talet blev de tyska mästare tre gånger och tyska cup-vinnare fyra gånger De vann 1981 CEV Cup (numera omdöpt CEV Challenge Cup) och blev trea två gånger och fyra två gånger i europacupen. 